# Piramidón
Piramidón, Centre d'Art Contemporani és un espai privat que funciona com a taller d'artistes i espai de difusió de l'art contemporani a Barcelona. Va ser fundat el 1990 té la seu al capdamunt d'una torre de setze plantes del carrer Concili de Trento, 313. És una iniciativa de caràcter privat original en el context barceloní, dirigida per Jordi Bohigas.

## Exposició i tallers d'artistes

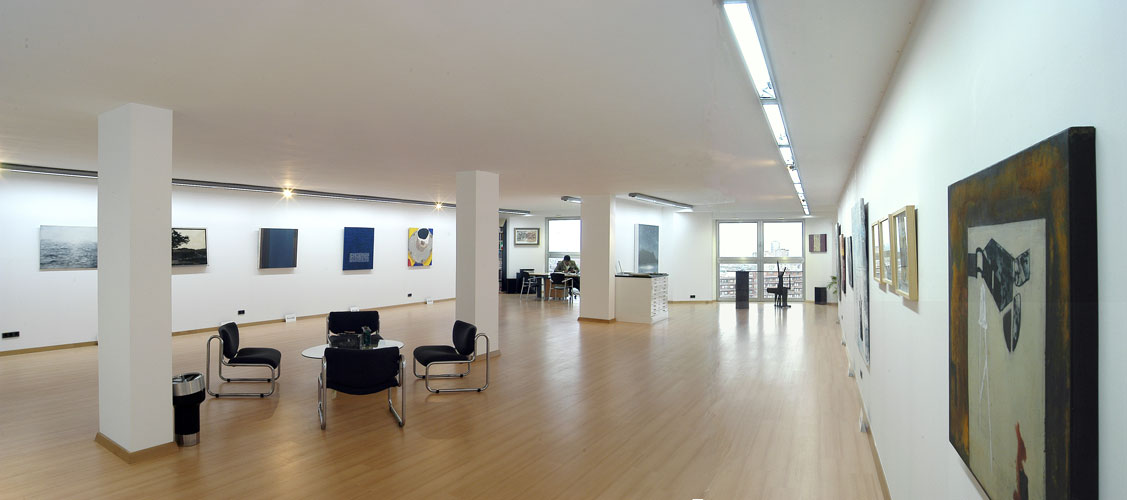
Vista de la sala d'exposicions de Piramidón, Centre d'Art Contemporani.

El centre actua com a espai de promoció i exhibició d'art contemporani, però la singularitat del projecte és que disposa d'estudis per al treball d'artistes. La idea -que prové del col·leccionista Isidre Bohigas, president del centre- és associar la galeria d'art al taller, l'exhibició a la producció. Així, a més de tenir una sala d'exposicions i de desenvolupar les activitats habituals de les galeries, com ara l'assistència a fires i l'edició d'obra gràfica, entre d'altres, Piramidón té setze tallers per a una selecció de setze artistes en règim de permanència i un en règim de residència temporal
La filosofia que inspira Piramidón és la d'intercanviar espai per obra original dels artistes.
Com a sala d'exposicions, presenta permanentment una mostra col·lectiva que es va renovant i n'organitza dues d'individuals cada any dels artistes vinculats al centre.

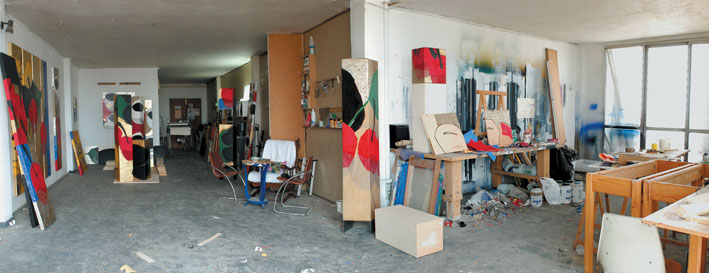
Vista interior d'un dels estudis.

Piramidón dona prioritat a la projecció i a la solvència del treball de l'artista, tot aportant per a aquest fi l'estabilitat necessària en el desenvolupament professional dels artistes plàstics que, rigorosament seleccionats, treballen als diversos estudis del centre. El centre ofereix dues tipologies d'estudis: de 80 m² o de 120 m². Un dels estudis de 80 m² és concebut per acollir a artistes que viuen fora de Barcelona durant un període no superior a 12 mesos.

## Col·lecció
Piramidón perpetua el seu projecte a través de la seva col·lecció d'art formada per obres tant dels artistes que han passat pel centre i com dels artistes que ocupen estudi en l'actualitat.
Treballs d'artistes com Carlos Pazos, Premi Nacional d'Arts Plàstiques d'Espanya 2004, Eduard Resbier, Jordi Cano o Gino Rubert, entre d'altres, formen aquesta col·lecció més de 3.000 obres d'art.

## Artistes residents
Llista d'artistes residents (gener 2022)
- Estefanía Urrutia
- Tono Carbajo
- Yamandú Canosa
- Eduard Resbier
- Stella Rahola Matutes
- Guillermo Pfaff
- Iván Franco
- Alberto Gil
- Antoni Abad
- Kati Riquelme
- Rossana Casano
- Marco Noris
- Jose Bonell
- Ramiro Peón-.eiga
- Pol Pintó

Llista d'artistes que han passat per Piramidón
| - Ramón de Jesús - Roser Lacasa - Carlos Pazos - Ellen Shade - Jordi Cano - Maria Teresa Rizzi - Josepe Gil Gómez - Leonard Beard - Hans Tutert - Carles Guitart - Enric Font - Edward Robbins - Dev Singh - Eliza Thoenen-Steinle - Xavier Salvador - Martín Carral - Carmen Anzano - José Sanleón - Juanjo Benet - Franziska Schemel - Carme Garolera - Khalid el Bekay - Carmen Marcos - Urmo Raus - Jose María Martín - David Bestué - Jordi Fulla - Joan Cabrer - Elisabeth Zabala - Hernan Ardila - Miho Nakao - Paloma Navares - Resvan Kani | - Albert Vergés - Paolo Rigamonti - Paco Garcia Barcos - Juan Iranzo - Takaiko Suzuki - Tanja Boukal - Ubay Murillo - Xavier Puigmartí - Thomas P. Proffe - Armando Fidalgo - Alicia Ibarra - Juan Manuel Reyes - Gorka Mohamed - Francesc Puntí - Joan Ill - Hector Francesch - Antonio Santín - Susana Torre - Naguisa Nakauchi - Angela Cavalieri - Mara Wagenführ - Yolanda Dorda - Pedro Oliver - Esteve Casanoves - David Rhodes - Evan Penny - Antje Hassinger - Gino Rubert - Oriol Llauradó - Alby Alamo - Rebeca Plana - Marcela Jacarilla - Gil Antonio | Lo - Henk Serfontein - Juan Zamora - Falk Töpfer - Ana Hernández - Sofia Silva - Mabel Palacín - Damià Vives - Rafael Romero - Eduard Resbier - Quico Estivill - Carlos Roig - Carmen Garcia - Magdalena Duran - Xavier Bartumeus - Francesc Roca - Mario Pasqualotto - F.M.G. - Antonia Vila - Tom Carr - Milena Rossignoli - Carles Gabarró - Guim Tió - Miguel Ángel Pascual - Pere de Ribot - Patricio Reig - Alexandra Porta - Diego Pujal - Luca Benites - Guillermo Pfaff - Tono Carbajo - Stella Rahola - Avelino Sala - José Ramón Bas |

## Exposicions destacades
- Tono Carbajo, Entre sueños, alas y cascabeles.[8]
- Carles Gabarró - Guillermo Pfaff, [GABARRÓ vs. PFAFF]. Del 7 de novembre de 2013 al 7 de gener de 2014.
- Stella Rahola, Struggle for pleasure. Del 27 de febrer al 12 d'abril de 2013.[9]
- Estefanía Urrutia, Luz. Del 29 de novembre de 2012 al 18 de gener de 2013.[10]
- Falk Töpfer, Zu Gast in Barcelona. Del 10 de maig al 23 de juny de 2013.[11]
- Patricio Reig, Álbum de fotos. Del 13 de novembre de 2010 al 21 de gener de 2011.[12]
- Pere de Ribot, ScapeLands/LandScapes. Del 4 de desembre de 2009 al 29 de gener de 2010.[13]
- Miguel Ángel Pascual, Retrospectiva. 15 de desembre de 2006.[14]